# Потік коштів

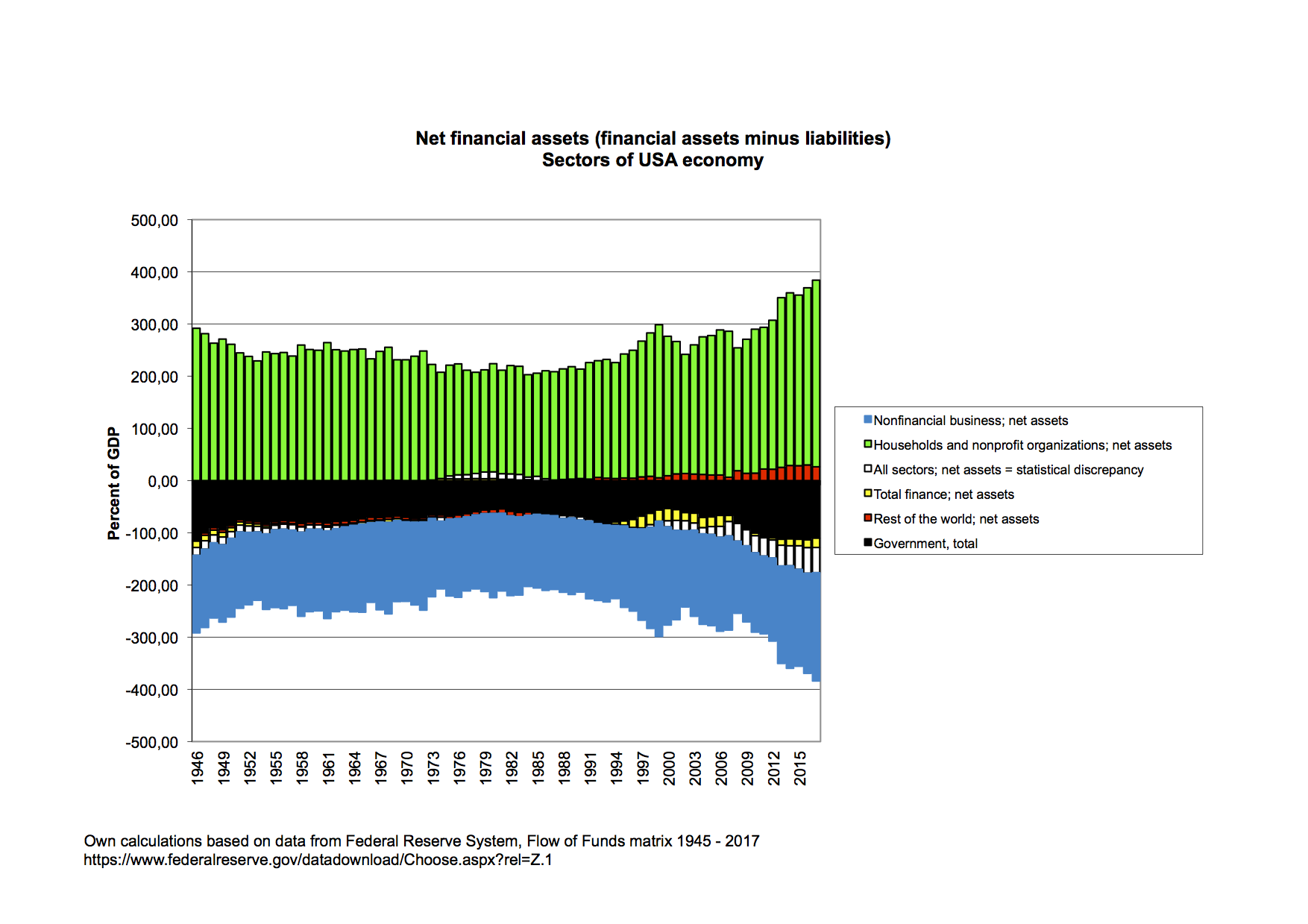
Чиста фінансова вартість широких секторів економіки США, 1945—2017 рр. Джерело: Федеральна резервна система, дані про рух коштів.

Flow of Funds — Потік коштів, Рахунки руху коштів — це система взаємопов'язаних балансів країни, які періодично обчислюються.
Сукупні активи та пасиви фінансового та нефінансового секторів, а також які сектори випускають і тримають фінансові активи (інструменти) певного типу.
Ці баланси вимірюють рівні активів і пасивів. З кожного балансу можна отримати відповідний звіт про потоки шляхом віднімання даних про рівні за попередній період із даних за поточний період. (У статистичному аналізі часових рядів ця операція відома як «перша різниця».) Зміна в статті рівня між двома суміжними періодами відома як «потік коштів»; звідси і назва цих облікових записів.

## Інтернет-ресурси
- Z.1 Release—Flow of Funds Accounts of the United States: Current, 1996 — present, All historical [Архівовано 2012-06-10 у Wayback Machine.]
- Federal Reserve Board: Data Download Program
- Federal Reserve Board: Flow of Funds Guide
- Federal Reserve Bank of St. Louis FRASER: Z.1